# Rosarium philosophorum
Rosarium philosophorum sive pretiosissimum donum Dei o El rosario de los filósofos es un manuscrito ilustrado de carácter anónimo conteniendo un tratado alquímico fechado en 1550.

## Contenido
El manuscrito contiene veinte imágenes que representan un proceso simbólico hacia la iluminación, una unión sagrada, hieros gamos, o bodas sagradas, cuyo fruto es el lapis philosophorum.
Carl Gustav Jung, en su obra La psicología de la transferencia (1946), ilustró a través de las figuras del Rosarium philosophorum aquellos fenómenos transferenciales acaecidos en el denominado proceso de Individuación.

La coniunctio oppositorum, en forma de Sol y Luna, de la pareja regia de hermano y hermana o madre e hijo, ocupa un lugar tan importante en la alquimia que a veces todo el proceso se expone en forma de hierogamia y de sus consecuencias místicas. La exposición de este tipo más completa y al mismo tiempo más sencilla es la serie de imágenes del Rosarium philosophorum, de 1550, que presento a continuación.